# Willem II in het seizoen 1975/76
Het seizoen 1975/1976 was het 22e jaar in het bestaan van de Tilburgse betaaldvoetbalclub Willem II. De club kwam uit in de Eerste divisie en eindigde daarin op de negende plaats. Tevens deed de club mee aan het toernooi om de KNVB Beker, hierin werd in de eerste ronde, na strafschoppen, verloren van FC Den Bosch '67 (0–0).

## Wedstrijdstatistieken

### Eerste divisie
|       | SC Amersfoort | FC Den Bosch '67 | SC Cambuur | FC Dordrecht | Fortuna SC | FC Groningen | Haarlem | Heerenveen | Helmond Sport | SC Heracles '74 | PEC Zwolle | SVV   | Veendam | Vitesse | FC Vlaardingen '74 | Volendam | FC VVV | Wageningen |
| ----- | ------------- | ---------------- | ---------- | ------------ | ---------- | ------------ | ------- | ---------- | ------------- | --------------- | ---------- | ----- | ------- | ------- | ------------------ | -------- | ------ | ---------- |
| Thuis | 5 – 1         | 3 – 2            | 3 – 2      | 5 – 2        | 1 – 1      | 1 – 1        | 0 – 1   | 1 – 0      | 0 – 2         | 3 – 1           | 2 – 2      | 2 – 1 | 1 – 1   | 1 – 1   | 2 – 1              | 1 – 1    | 2 – 0  | 0 – 1      |
| Uit   | 1 – 4         | 0 – 0            | 3 – 0      | 1 – 0        | 2 – 1      | 2 – 2        | 9 – 1   | 2 – 3      | 1 – 1         | 1 – 0           | 1 – 1      | 0 – 1 | 2 – 1   | 6 – 0   | 5 – 0              | 0 – 3    | 1 – 0  | 7 – 1      |

### KNVB beker
| 1e ronde                                            | FC Den Bosch '67 | 0 – 0 Na strafschoppen | Willem II |
| 7 september 1975 Plaats: 's-Hertogenbosch De Vliert |                  |                        |           |

## Statistieken Willem II 1975/1976

### Eindstand Willem II in de Nederlandse Eerste divisie 1975 / 1976
| Stand | Gespeeld | Gewonnen | Gelijk | Verloren | Punten | Doelpunten voor | Doelpunten tegen |
| ----- | -------- | -------- | ------ | -------- | ------ | --------------- | ---------------- |
| 9e    | 36       | 13       | 10     | 13       | 36     | 53              | 65               |

### Topscorers
| #                 | Naam              | Goal |
| ----------------- | ----------------- | ---- |
| 1.                | Henk van Rooij    | 10   |
| 2.                | Cees van den Berg | 9    |
| 3.                | Johan Havermans   | 6    |
| 3.                | Charles Schutter  | 6    |
| 5.                | Wim Hofkens       | 5    |
| 6.                | Bud Brocken       | 4    |
| 6.                | Rob Hutting       | 4    |
| 8.                | Hans Leushuis     | 3    |
| 9.                | Arie Damsma       | 2    |
| 10.               | Rinus Poldermans  | 1    |
| 10.               | Bart Stovers      | 1    |
| 10.               | Wil Swaans        | 1    |
| Onbekend doelpunt |                   |      |
| –                 | Onbekend          | 1    |
| Totaal            | Totaal            | 53   |

| #      | Naam        | Goal |
| ------ | ----------- | ---- |
| –      | Geen speler | 0    |
| Totaal | Totaal      | 0    |

## Voetnoten
SC Amersfoort ·
FC Den Bosch '67 ·
SC Cambuur ·
FC Dordrecht ·
Fortuna SC ·
FC Groningen ·
Haarlem ·
Heerenveen ·
Helmond Sport ·
Heracles '74 ·
PEC Zwolle ·
SVV ·
SC Veendam ·
Vitesse ·
FC Vlaardingen '74 ·
Volendam ·
FC VVV ·
Wageningen ·
Willem II